# Семёнов, Виктор Семёнович (легкоатлет)
Виктор Семенович Семенов (род. 28 июня 1949, Большая Выла, Чувашская АССР) — советский легкоатлет, выступавший в спортивной ходьбе, тренер и судья. Участник летних Олимпийских игр 1976 года.

## Биография
Родился 28 июня 1949 года в селе Большая Выла Аликовского района Чувашской АССР (сейчас в Чувашии).
В 1971 году окончил Чувашский государственный педагогический институт.
Занимался лёгкой атлетикой в Чебоксарской школе высшего спортивного мастерства. Выступал в легкоатлетических соревнованиях за «Спартак» из Чебоксар. Дважды выигрывал золотые медали чемпионата СССР в ходьбе на 20 км: в 1976 году победил с результатом 1 час 23 минуты 52,2 секунды, в 1978 году — с результатом 1:27.15,2. В 1980 году выиграл чемпионат СССР в помещении в ходьбе на 10 000 метров (39.20,8). Трижды становился победителем Кубка СССР (1975, 1978, 1983), один раз — призёром (1979). В 1983 году выиграл VIII летнюю Спартакиаду народов РСФСР. Дважды становился рекордсменом СССР (1979, 1980). Был чемпионом и рекордсменом Чувашской ССР.
В 1976 году вошёл в состав сборной СССР на летних Олимпийских играх в Монреале. В ходьбе на 20 км занял 15-е место, показав результат 1 час 31 минута 59,0 секунды и уступив 7 минут 18,4 секунды завоевавшему золото Даниэлю Баутисте из Мексики.
После окончания выступлений работал тренером Чебоксарской школы высшего спортивного мастерства. В 2003—2011 годах был директором Чебоксарского среднего специального училища олимпийского резерва. Воспитал 13 мастеров спорта СССР, в том числе чемпионку летних Олимпийских игр 1996 года Елену Николаеву. Был судьёй всесоюзной категории по лёгкой атлетике, руководил республиканской коллегией судей. Призёр и чемпион мира, Европы и СССР по лёгкой атлетике среди ветеранов.

## Награды
- Мастер спорта СССР международного класса (1975)[2].
- Заслуженный тренер СССР (1991).
- Заслуженный тренер России (1992).
- Заслуженный работник физической культуры Российской Федерации (1993).
- Заслуженный работник физической культуры и спорта Чувашии (1992).
- Кандидат педагогических наук (1998).
- Полковник милиции[2][4].
- Награждён медалью ордена «За заслуги перед Чувашской Республикой»[2].

## Личный рекорд
- Ходьба на 20 км — 1:22.42 (1979)[5]

## Семья
Брат — Василий Семёнович Семёнов (1933—2002), легкоатлет, заслуженный тренер РСФСР по спортивной ходьбе.
Брат — Геннадий Семёнович Семёнов (1945—2021), легкоатлет, заслуженный тренер СССР по спортивной ходьбе.